# Спонг, Тайрон
Тайрон Клинтон Спонг (англ. Tyrone Clinton Spong; род. 3 сентября 1985, Парамарибо, Суринам) — голландский профессиональный боксёр, профессиональный кикбоксер и боец смешанного стиля, суринамского происхождения, выступающий в первой тяжёлой и тяжёлой весовых категориях. Среди профессиональных боксёров чемпион Латинской Америки по версии WBC Latino (2017—н. в.) и WBO Latino (2018—н. в.) в тяжёлом весе.
На март 2019 года, по рейтингу BoxRec занимал 48-ю позицию среди боксёров тяжёлой весовой категории, а по рейтингам основных международных боксёрских организаций на сентябрь 2019 года занимал 4-ю строчку рейтинга WBO и 23-ю строку рейтинга WBC — входя в ТОП-25 лучших тяжеловесов всего мира.
Бывший чемпион по кикбоксингу Glory 9 (2013), и чемпион мира по тайскому боксу W.F.C.A. (2007—2008) в 1-м тяжёлом весе (до 95 кг). Считается одним из величайших кикбоксеров за всю историю этого вида спорта.

## Биография
С детства кумиром Тайрона был Рамон Декерс, который вдохновил будущего чемпиона.
Однажды мать спросила Тайрона, перестал бы он драться, если бы сорвал джекпот в 500 миллионов евро. Он ответил что нет, а стал бы ещё лучшим бойцом, чтобы избавиться от внутренних сомнений. Спонг также добавил что бьётся не за деньги, а чтобы попасть в историю и прославить его родной Суринам.

## Спортивная карьера

### Кикбоксинг
Свой первый бой в профессиональном кикбоксинге Тайрон Спонг провёл 22 сентября 2001 года, победив решением судей голландского бойца Вернера Стула. В том же году в возрасте 18 лет он стал чемпионом мира и Европы. Спонг начал свою карьеру с выступления в категории до 72  кг и поднялся до тяжеловеса, став чемпионом во всех категориях, через которые проходил его путь. До 2010 года проживал во Флориде, где его спарринг партнерами были Алистар Оверим и Рашад Эванс.
На профессиональном ринге он провёл более 80 поединков по правилам кикбоксинга и тайского бокса и является легендой К-1.

### MMA
В MMA начал выступать 3 ноября 2012 года, победив нокаутом американского бойца Трэвиса Бартлетта.

### Профессиональный бокс
Переход в профессиональный бокс Тайрон Спонг осуществил после того, как 12 апреля 2014 года сломал ногу, попав в блок турецкого кикбоксера Гёхана Саки.
6 марта 2015 года состоялся его дебют в профессиональном боксе, когда в Берлине, в 1-м раунде он нокаутировал венгерского боксёра Габора Фаркаша (7-34-6).
5 марта 2016 Спонг бился в городе Грозном в категории до 90,9 кг и досрочно победил Давида Гогишвили (3-0).
7 октября 2017 года в 10-м своём бою на профессиональном ринге победил нокаутом в 1-м раунде опытного мексиканца Серхио Рамиреса (15-4, 8 KO) и завоевал вакантный титул чемпиона Латинской Америки по версии WBC Latino в супертяжёлом весе.
31 августа 2019 года досрочно нокаутом во 2-м раунде победил опытного эквадорца Хейсона Минду (14-1-1). Готовясь к этому бою, после 8-ми месячного простоя, спарринговал с одним из топовых представителей супертяжёлого дивизиона кубинцем Луисом Ортисом (31-1, 26 КО).
После этого боя, официально был объявлен следующий бой Спонга — который состоится 12 октября в Чикаго (США) на Wintrust Arena против бывшего абсолютного чемпиона 1-го тяжёлого веса украинца Александра Усика (16-0, 12 КО), который дебютирует в супертяжёлом дивизионе. Однако, этот бой не состоится, ввиду того,что Тайрон провалил допинг-пробу.

#### Допинг-скандал
За несколько дней до боя, в котором Спонг должен был стать соперником Александра Усика в дебютном бое украинца в тяжелом весе, пришла новость об уличении Тайрона в приёме запрещённых препаратов. В организме доселе небитого в профи-боксе Спонга был обнаружен препарат кломифен, который используется для лечения бесплодия у женщин. Однако также морально нечистоплотные спортсмены его употребляют для восстановления после приёма стероидов.
10 октября появилась информация, что Тайрон Спонг может оказаться в тюрьме. Причиной неприятностей боксера стало его домашнее животное — пума, которая сбежала от Спонга и наводила ужас на жителей улиц Северной Флориды. До того, как специальные службы усыпили животное, на Спонга подали 23 обвинения, каждое из которых может потянуть на штраф в 500 долларов или 60 дней за решеткой. Спонга обвиняют в том, что он позволил пуме сбежать, держал животное дома без разрешения и в слишком маленькой клетке.

#### Возвращение
1 марта 2024 года вернется на ринг после 5 лет простоя в Майами (Флорида, США) с неизвестным пока что оппонентом (ТВА)

## Статистика боёв в профессиональном боксе
В таблице перечислены результаты всех поединков боксёров.
В каждой строке указан результат поединка. Дополнительно номер поединка обозначен цветом, который обозначает итог поединка. Расшифровка обозначений и цветов представлена в нижеследующей таблице.
| Пример | Расшифровка                     |
| ------ | ------------------------------- |
|        | Победа                          |
|        | Ничья                           |
|        | Поражение                       |
|        | Планируемый поединок            |
|        | Поединок признан несостоявшимся |
| КО     | Нокаут                          |
| ТКО    | Технический нокаут              |
| PTS    | Решение судей (по очкам)        |
| UD     | Единогласное решение судей      |
| MD     | Решение большинства судей       |
| SD     | Раздельное решение судей        |
| RTD    | Отказ от продолжения боя        |
| DQ     | Дисквалификация                 |
| NC     | Поединок признан несостоявшимся |

| 14 поединков, 14 побед (13 нокаутом) | 14 поединков, 14 побед (13 нокаутом) | 14 поединков, 14 побед (13 нокаутом) | 14 поединков, 14 побед (13 нокаутом) | 14 поединков, 14 побед (13 нокаутом)           | 14 поединков, 14 побед (13 нокаутом) | 14 поединков, 14 побед (13 нокаутом) | 14 поединков, 14 побед (13 нокаутом) |
| Бой                                  | Рекорд                               | Дата боя                             | Соперник                             | Место проведения боя                           | Раундов, время                       | Дополнительно |                                      |
| ------------------------------------ | ------------------------------------ | ------------------------------------ | ------------------------------------ | ---------------------------------------------- | ------------------------------------ | --- | ------------------------------------ |
| 14                                   | 14-0                                 | 31 августа 2019                      | Хейсон Минда (14-1-1)                | Мерида, Юкатан, Мексика                        | KO 2 (10), 1:42                      | |                                      |
| 13                                   | 13-0                                 | 21 декабря 2018                      | Итало Переа (11-3-2)                 | Парамарибо, Суринам                            | SD (10)                              | Счёт: 96-94, 94-96, 97-93. Защитил титулы чемпиона Латинской Америки по версии WBC Latino (3-я защита Спонга) и WBO Latino (2-я защита Спонга) в тяжёлом весе. |                                      |
| 12                                   | 12-0                                 | 31 августа 2018                      | Сантандер Сильгадо (28-5)            | Уэст-Палм-Бич, Флорида, США                    | KO 1 (10), 1:14                      | Защитил титулы чемпиона Латинской Америки по версии WBC Latino (2-я защита Спонга) и WBO Latino (1-я защита Спонга) в тяжёлом весе.                            |                                      |
| 11                                   | 11-0                                 | 24 февраля 2018                      | Карлос Аилтон Насименто (16-5)       | Мерида, Юкатан, Мексика                        | TKO 5 (10)                           | Завоевал вакантный титул чемпиона Латинской Америки по версии WBO Latino и защитил титул WBC Latino (1-я защита Спонга) в тяжёлом весе.                        |                                      |
| 10                                   | 10-0                                 | 7 октября 2017                       | Серхио Рамирес Марин (15-4)          | Мерида, Юкатан, Мексика                        | KO 1 (8), 2:54                       | Завоевал вакантный титул чемпиона Латинской Америки по версии WBC Latino в тяжёлом весе.                                                                       |                                      |
| 9                                    | 9-0                                  | 27 мая 2017                          | Хуан Карлос Салас (6-11)             | Мерида, Юкатан, Мексика                        | KO 1 (6), 2:24                       | |                                      |
| 8                                    | 8-0                                  | 18 апреля 2017                       | Хосе Феликс (0-15-1)                 | Санто-Доминго, Доминиканская Республика        | TKO 1 (8), 1:34                      | |                                      |
| 7                                    | 7-0                                  | 31 марта 2017                        | Карлос Родригес (0-14)               | Сан-Педро-де-Макорис, Доминиканская Республика | TKO 1 (8), 1:06                      | |                                      |
| 6                                    | 6-0                                  | 3 сентября 2016                      | Хьюго Лион (3-0)                     | Агуаскальентес, Агуаскальентес, Мексика        | KO 3 (6), 0:36                       | |                                      |
| 5                                    | 5-0                                  | 6 августа 2016                       | Трэйси Джонсон (4-2-4)               | Майами, Флорида, США                           | TKO 2 (6), 1:41                      | |                                      |
| 4                                    | 4-0                                  | 1 апреля 2016                        | Лукас Куин (1-4)                     | Форт-Лодердейл, Флорида, США                   | KO 1 (4), 1:04                       | |                                      |
| 3                                    | 3-0                                  | 5 марта 2016                         | Давид Гогишвили (3-0)                | Спорт-холл «Колизей», Грозный, Россия          | TKO 2 (4), 1:05                      | |                                      |
| 2                                    | 2-0                                  | 21 марта 2015                        | Эмре Алтинтас (10-5-1)               | Вупперталь, Северный Рейн-Вестфалия, Германия  | TKO 1 (4), 1:54                      | |                                      |
| 1                                    | 1-0                                  | 6 марта 2015                         | Габор Фаркаш (7-34-6)                | Шпандау, Берлин, Германия                      | KO 1 (4), 1:14                       | |                                      |